# Heinrich Morf
Heinrich Morf (Münchenbuchsee, Suiza, 1854-Thun, Suiza, 1921), romanista e hispanista suizo.
Fue profesor de Filología en las universidades de Berna, Fráncfort y, por último, Berlín. Fue uno de los firmantes del famoso Manifiesto de los 93 (1914) en favor de los excesos militaristas alemanes, manifiesto que suscitó la reprobación del pacifista Albert Einstein. Es autor de importantes estudios sobre literatura francesa y de obras relacionadas con las letras y la lengua españolas. Se le debe una edición facsímil del Poema de José (Leipzig, 1883) y ha publicado además Das Studium der romanischen Philologie (1890) y Geschichte der romanischen Literatur (1908).
- Datos: Q124350
- Multimedia: Heinrich Morf / Q124350